# Sidonija Erdődy Rubido
Sidonija Erdődy Rubido (ur. 7 lutego 1819 w Razvorze, zm. 17 lutego 1884 w Gornjej Rijece) – chorwacka śpiewaczka operowa (sopran koloraturowy).

## Życiorys
Była pochodzenia szlacheckiego i należała do rodu Erdődych. Uważana za pierwszą chorwacką primadonnę. Była przedstawicielką iliryzmu. W 1846 roku wystąpiła w prawykonaniu pierwszej chorwackiej opery Ljubav i zloba Vatroslava Lisinskiego. Popularyzowała muzykę chorwacką i używanie języka chorwackiego w muzyce. Brała udział w koncertach charytatywnych.